# Лер, Август-Октав фон
Август-Октав Риттер фон Лер (нем. August Oktav Ritter von Loehr, 31 марта 1882, Вена — 11 июля 1965, Вена) — австрийский правовед и нумизмат. Сын Августа фон Лера, австрийского инженера, минералога и нумизмата.

## Биография
Учился в Вене, Гейдельберге и Гренобле. С 1906 года работал в Венском мюнцкабинете. В 1911 году получил степень доктора права. С 1913 года — заведующий отделом монет средних веков и нового времени, а с 1918 года — директор Мюнцкабинета. В 1929 году приглашён экстраординарным профессором в Венский университет, где читал лекции по нумизматике и истории денег.
После аншлюса ушёл со своего поста. После освобождения Австрии был назначен директором Музея истории искусств, а в 1949 году — генеральным директором Федерального собрания культурно-исторических ценностей.
Внёс значительный вклад в развитие австрийской нумизматики, углубление связей нумизматики с историей культуры, пополнение коллекций Мюнцкабинета и возобновление работы Международной нумизматической комиссии.

## Избранная библиография
- Führer durch die Ausstellung der Bundessammlung von Medaillen, Münzen und Geldzeichen. — Wien, 1935;
- Numismatik und Geldgeschichte. Führer durch die kunsthistorischen Sammlungen in Wien. — Wien, 1944;
- Osterreichische Geldgeschichte. — Wien, 1946;
- Österreichische Münzpragungen 1519—1938. Aufl. 2 Bde. — Wien, 1948. Mitautoren V.C. von Miller zu Aichholz u. Ed. Holzmaier.